# Rijswijk (Noord-Brabant)

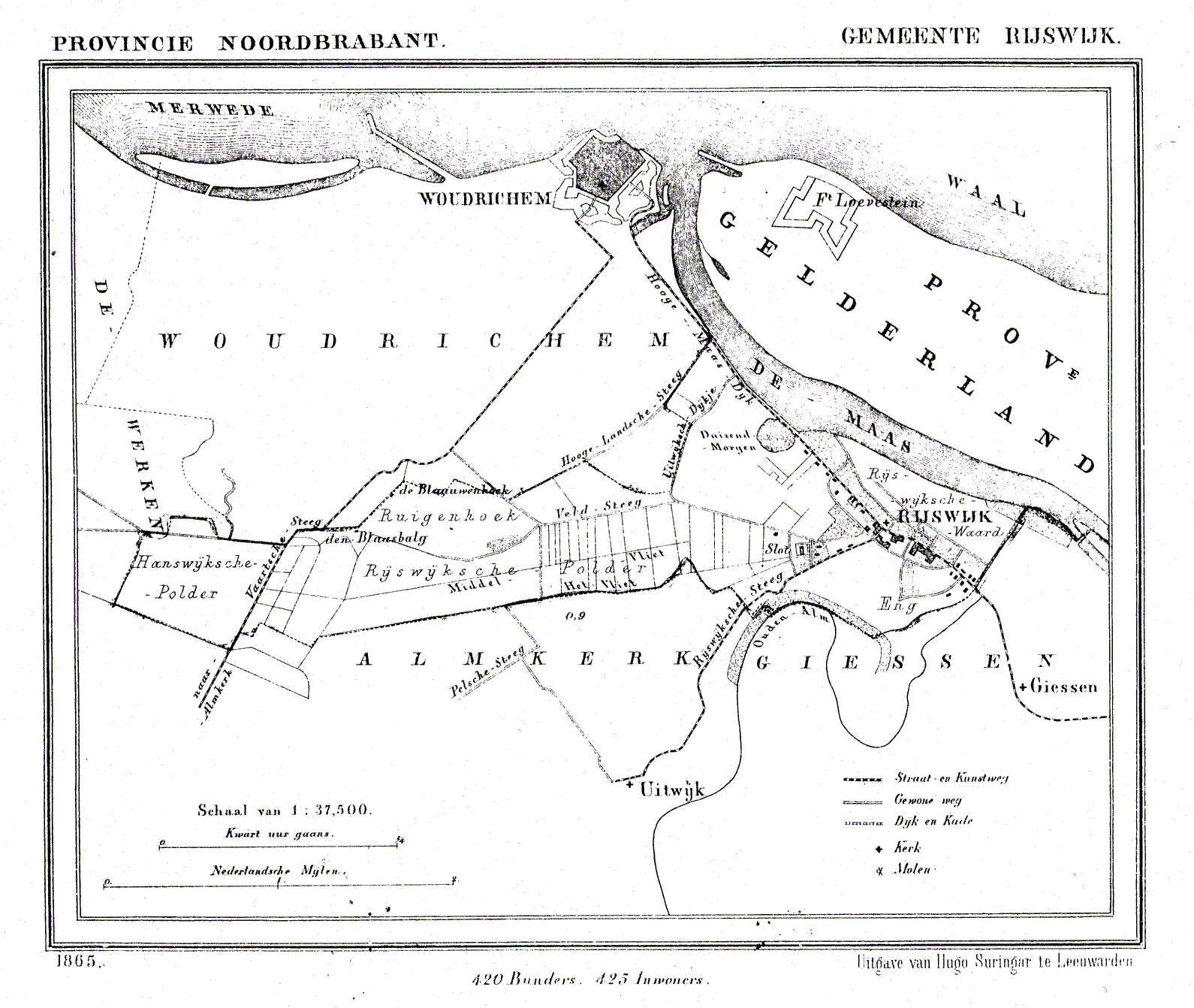
Rijswijk in 1865

Rijswijk (dialect: Reszik) (uitspraak: Rijsik) is een dorp in de Nederlandse gemeente Altena, provincie Noord-Brabant. Het dorp ligt tegen Giessen aan en heeft 1.960 inwoners (2023).

## Ligging en nabijgelegen kernen
Rijswijk ligt in het Land van Heusden en Altena, tussen Woudrichem en Giessen. De nabijgelegen kernen zijn Woudrichem, Uitwijk en Andel.

## Toponymie
Het woord -wijk komt van het Latijnse vicus, dat dorp of woonplaats betekent. Met rijs wordt de ligging aan de bovenloop (van de Alm) bedoeld, dit in tegenstelling tot Uitwijk, dat duidt op de ligging aan de benedenloop.

## Geschiedenis
De eerste schriftelijke vermelding van Rijswijk stamt uit de periode tussen 1076 en 1099. In dit document wordt ene Hamulgerus de Riswic opgevoerd die getuige is bij een schenking. Aangezien er diverse plaatsen met de naam Rijswijk bestaan is niet bekend om welke plaats het hier precies ging. Pas in 1233 is er een verwijzing waarvan met zekerheid gezegd kan worden dat het Rijswijk bij Woudrichem betreft. In een schenkingsacte wordt melding gemaakt van de tienden van Rijswijk, die toekomen aan de Bisschop van Utrecht.
Rijswijk was een leen van de Heren van Altena, waaronder een lange reeks telgen van het geslacht Van Horne. Toen Filips van Montmorency in 1568 onthoofd werd, verkocht zijn weduwe de heerlijkheid Altena aan het Graafschap Holland, waardoor Het Land van Altena rechtstreeks onder Holland viel en de plaatselijke heren rechtstreeks onder de Staten van Holland vielen.
Naast het Slot te Rijswijk was er zeker al sinds ongeveer 1100 een kerk. Deze wordt in 1369 voor het eerst vermeld.
Tot 1973 was Rijswijk een zelfstandige gemeente. In dat jaar werd het gebied ingedeeld bij de gemeente Woudrichem.

## Bezienswaardigheden
- Slot te Rijswijk, aan de Rijswijksesteeg 169, een omgracht herenhuis uit 1756 omringd door een park.
- De Hervormde kerk Rijswijk[3] aan de Maasdijk 27, werd voor het eerst vermeld in 1369, toen Willem VII van Horne, Heer van Altena, goederen in leen gaf aan Vastraet van Giessen, waaronder het veer dat tussen Veenregraven en de kerk van Rijswijk lag. De kerk was gewijd aan de Heilige Stefanus. Van oorsprong was de kerk veel ouder, want bij opgravingen werden overblijfselen van een tufstenen kerkje uit omstreeks 1100 gevonden. Deze kerk werd zwaar beschadigd door overstromingen midden 13e eeuw en omstreeks 1265 hersteld. Daarbij werd de terp waarop de kerk stond verhoogd. Overstromingen bleven ook verder niet uit en in de 16e eeuw werd nog herstelwerk uitgevoerd. In 1603 werd de kerk in gebruik genomen door de hervormden. Pas in 1649 kwam er een eigen predikant. In 1809 bezweek de kerk. Halverwege de 19e eeuw werd geschreven: "De kerk staat buitendijks in de Rotgans. Zij is oud en niet zeer groot en heeft eenen langen toren, van boven plat gedekt, doch is van geen orgel voorzien. Het koor is geheel ingestort, behalve eenige stukken van vervallen muurwerk". De resten werden gesloopt. Omstreeks 1900 werd een nieuwe kerk gebouwd met een houten torentje boven de ingang. Van 1999 tot 2001 werd de kerk ingrijpend verbouwd. De kerk bevat een kerkklok uit 1949 en een orgel uit 2001, vervaardigd door de firma Scheuerman in Rotterdam.
- De Gereformeerde kerk Rijswijk[4] is gevestigd in het voormalige gemeentehuis aan de Rijswijksesteeg 7. Zij werd ingewijd in 1979 en heeft een orgel uit 1965, gebouwd door de firma gebr. Reil in Heerde. Deze kerk is gevestigd in het voormalige gemeentehuis. De naam van de kerk is: De Wijnstok en de Rank.
- De voormalige Gereformeerde kerk aan de Maasdijk 11 werd ingewijd in 1931 en is sinds 1978 in gebruik bij de Christengemeente.
- Enkele boerderijen van het Altenase dwarsdeeltype en het T-boerderijtype aan de Maasdijk.
- Op zaterdag 25 september 2021 is op het oude voetbalveld van de Rijswijkse Boys, het nieuwe winkelcentrum met diverse winkels en woonappartementen op het Parelplein geopend door oud Wethouder Renze Bergsma. Met een "gemeenschappelijk cadeau" werd een passende plaquette met tekst overhandigd, wat bij de hoofdingang is aangebracht.

Zie ook
- Lijst van rijksmonumenten in Rijswijk
- Lijst van gemeentelijke monumenten in Rijswijk

## Economie
Rijswijk leefde vanouds van de landbouw en het fokken van paarden en runderen. Uit aardappelen werd moutwijn gestookt.

## Natuur en landschap
Rijswijk ligt aan de Afgedamde Maas. Nabij Rijswijk vindt men het Almbos en de bochtige loop van de Alm, waaromheen zich enkele bosjes bevinden. Langs de Maasdijk ligt het Rijswijkse Wiel, dat ontstaan is bij een dijkdoorbraak in 1809.

## Verenigingen
- Voetbalvereniging GRC '14, voluit Giessen Rijswijk Combinatie 2014. Voorheen Rijswijkse Boys (6 juli 1945).
- Jeu de Boule vereniging De Verbinding Giessen-Rijswijk (Opgericht in 2020)

## Onderwijs
- Basisschool De Parel (Voorheen basisschool C.N.S. De Kandelaar)

## Verkeer en vervoer
Rijswijk is bereikbaar vanaf de A27 en de N322.
Per openbaar vervoer is Rijswijk bereikbaar via twee buslijnen van Arriva:
- lijn 181 van 's-Hertogenbosch via Woudrichem naar Gorinchem
- lijn 221 van Almkerk via Woudrichem en Sleeuwijk terug naar Almkerk (buurtbus/ringlijn)

## Geboren in Rijswijk (NB)
- Dick Verhoeven (1954-2022), politicus; burgemeester van Holten 1994-1999
- Rowan Besselink (2004), voetballer